# Marc Burch
Marc Burch (Cincinnati, 7 maggio 1984) è un ex calciatore statunitense, di ruolo difensore.

## Palmarès

### Club

#### Competizioni nazionali
- Major League Soccer Supporter's Shield: 1

D.C. United: 2007
- Lamar Hunt U.S. Open Cup: 1

D.C. United: 2008